# Takeo Miki
Takeo Miki (Japans: 三木武夫, Miki Takeo) (Awa (Tokushima), 17 maart 1907 – Tokio, 14 november 1988) was een Japans politicus van de Liberaal-Democratische Partij (LDP). Hij was premier van Japan van 1974 tot 1976.
Miki was van 1937 tot 1988 lid van het Lagerhuis en diende als partijleider van de LDP van 1974 tot 1976. Hij was minister van Communicatie en Post in het kabinet-Katayama van 1947 tot 1948, minister van Transport en Infrastructuur van 1954 tot 1955 in de kabinetten-Ichiro Hatoyama I en II, minister van Economische Zaken van 1965 tot 1966 in het kabinet-Sato I, minister van Buitenlandse Zaken van 1966 tot 1968 in de kabinetten-Sato I en II en vicepremier van 1972 tot 1974 in de kabinetten-Kakuei Tanaka I en II. Miki overleed op 14 november 1988 in Tokio op 81-jarige leeftijd, hij was op dat moment al ruim 51-jaar lang lid van het Lagerhuis.
Ito Hirobumi · Kuroda Kiyotaka · Sanetomi Sanjo · Yamagata Aritomo · Matsukata Masayoshi · Ito Hirobumi · Kuroda Kiyotaka · Matsukata Masayoshi · Ito Hirobumi · Okuma Shigenobu · Yamagata Aritomo · Ito Hirobumi · Saionji Kinmochi · Katsura Tarō · Saionji Kinmochi · Katsura Tarō · Saionji Kinmochi · Katsura Tarō · Yamamoto Gonnohyōe · Ōkuma Shigenobu · Terauchi Masatake · Hara Takashi · Uchida Kosai · Takahashi Korekiyo · Katō Tomosaburō · Uchida Kosai · Yamamoto Gonnohyōe · Kiyoura Keigo · Katō Takaaki · Wakatsuki Reijirō · Tanaka Giichi · Osachi Hamaguchi · Kijūrō Shidehara · Osachi Hamaguchi · Wakatsuki Reijirō · Inukai Tsuyoshi · Takahashi Korekiyo · Saitō Makoto · Keisuke Okada · Fumio Gotō · Keisuke Okada · Kōki Hirota · Senjūrō Hayashi · Fumimaro Konoe ·
Hiranuma Kiichirō · Nobuyuki Abe · Mitsumasa Yonai · Fumimaro Konoe · Hideki Tojo · Kuniaki Koiso · Kantarō Suzuki · Prins Higashikuni Naruhiko · Kijūrō Shidehara · Shigeru Yoshida · Tetsu Katayama · Hitoshi Ashida · Shigeru Yoshida · Ichirō Hatoyama · Tanzan Ishibashi · Nobusuke Kishi · Tanzan Ishibashi · Nobusuke Kishi · Hayato Ikeda · Eisaku Satō · Kakuei Tanaka · Takeo Miki · Takeo Fukuda · Masayoshi Ōhira · Masayoshi Ito · Zenko Suzuki · Yasuhiro Nakasone · Noboru Takeshita · Sōsuke Uno · Toshiki Kaifu · Kiichi Miyazawa · Morihiro Hosokawa · Tsutomu Hata · Tomiichi Murayama · Ryutaro Hashimoto · Keizo Obuchi · Mikio Aoki · Keizo Obuchi · Yoshiro Mori · Junichiro Koizumi · Shinzo Abe · Yasuo Fukuda · Taro Aso · Yukio Hatoyama · Naoto Kan · Yoshihiko Noda · Shinzo Abe · Yoshihide Suga · Fumio Kishida ·  Shigeru Ishiba
- CiNii: DA01434913
- Gemeinsame Normdatei: 119206153
- International Standard Name Identifier: 0000 0000 8367 5652
- Library of Congress Control Number: n81138827
- National Archives and Records Administration: 10569270
- Bibliotheek van het Japanse parlement: 00143242
- Nederlandse Thesaurus van Auteursnamen: 07419559X
- SNAC: w63d22mj
- Système universitaire de documentation: 142608564
- Virtual International Authority File: 28404789
- WorldCat: E39PBJx4rTQF4tbqy8kDtQ3G73